# Албулеску, Мирча
Йо́ргу Константи́н Васи́ле Албуле́ску (рум. Iorgu Constantin Vasile Albulescu), или Ми́рча Албуле́ску (рум. Mircea Albulescu; 4 октября 1934, Бухарест, Румыния — 8 апреля 2016, там же) — румынский актёр театра и кино, писатель и педагог. Член Союза писателей Румынии. Доктор искусств.

## Биография
В 1955 году окончил Институт имени Караджале и сразу стал работать в Национальном театре имени Караджале. В кино — с 1955 года («Тревога в горах»). Преподавал актёрское мастерство в своей альма-матер.

## Фильмография

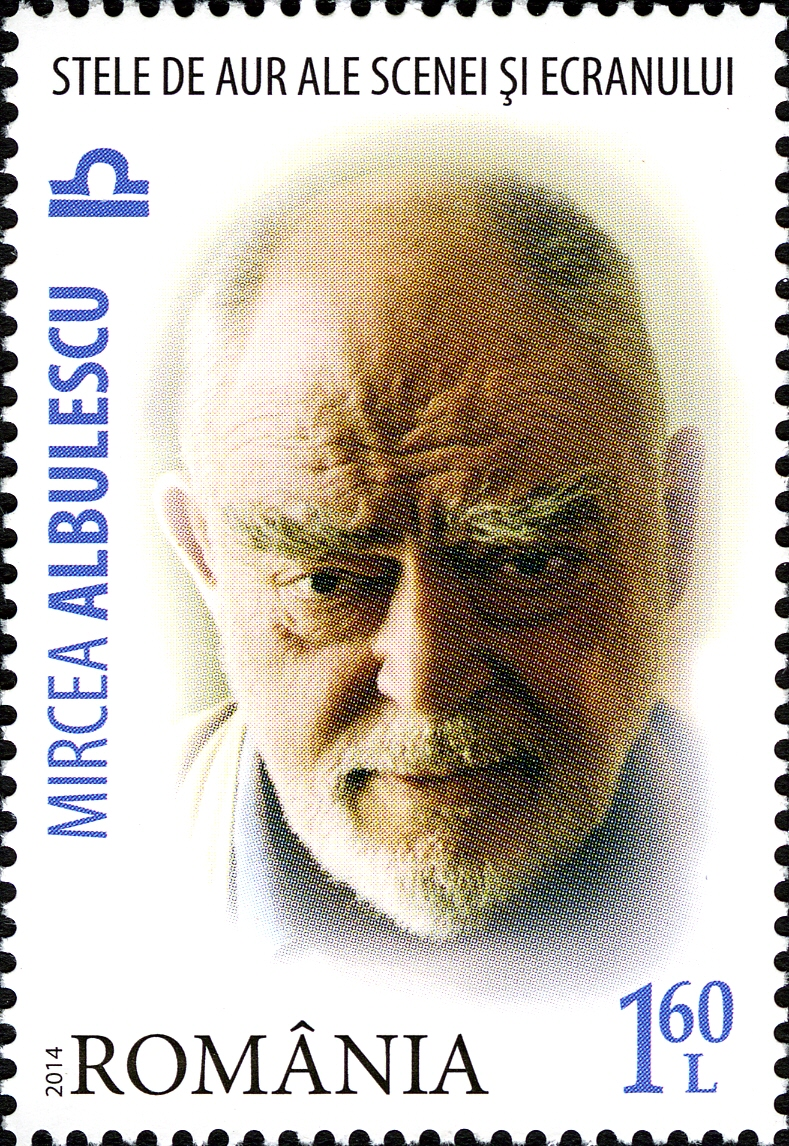
Мирча Албулеску на почтовой марке Румынии. 2014 г.

### Актёр
- 1955 — Тревога в горах / Alarmă în munţi
- 1957 — Птица бури / Pasărea furtunii
- 1966 — Даки / Dacii — Олупр
- 1962 — Колонна / Columna — Тиберий, озвучивание
- 1968 — Едут велосипедисты / Vin cicliştii — Андрей
- 1969 — Канарейка и буря / Canarul şi viscolul
- 1969 — Слишком маленький для такой большой войны / Prea mic pentru un război atât de mare
- 1970 — Михай Храбрый / Mihai Viteazul — отец Стойке
- 1970 —  / Animale bolnave
- 1971 — Власть и Правда / Puterea şi adevărul — Павел Стоян
- 1971 — Среди зелёных холмов / Printre colinele verzi
- 1972 — Городская застава / Bariera — Inspector de la Siguranta
- 1973 —  / Săgeata căpitanului Ion — Salom the boyar
- 1973 — Капкан / Capcana — секретарь обкома компартии Румынии
- 1973 —  / Tatăl risipitor
- 1973 — Семь дней / Şapte zile
- 1974 —  / Trei scrisori secrete
- 1974 — Мы не снимались, мы развлекались / Nu filmăm să ne-amuzăm
- 1975 — За песками / Dincolo de nisipuri
- 1975 — Актёр и дикари / Actorul şi sălbaticii — Йонел Фридман
- 1975 — Горячие дни / Zile fierbinţi
- 1976 — Последняя ночь одиночества / Ultima noapte a singurătăţii
- 1977 — За мостом / Dincolo de pod
- 1977 — Гордость / Mânia
- 1977 — Специальный выпуск / Ediţie specială
- 1977 — За Родину / Pentru patrie (ТВ)
- 1978 — Рейс / Cursa — Ангел
- 1978 — Операция «Автобус» / Acţiunea „Autobuzul” — полковник Секуритате
- 1978 — Реванш / Revanşa — Гайслер
- 1978 — Актриса, золото и трансильванцы / Artista, dolarii şi ardelenii (в советском прокате — «Актриса и трансильванцы»)
- 1978 — Кто же миллиардер? / Nea Mărin miliardar — преступник
- 1978 — Объятия Афродиты / Braţele Afroditei
- 1978 — Авария / Avaria
- 1978 — На распутье / Drumuri în cumpănă
- 1979 — Человек в пальто из шерсти / Un om în loden
- 1979 — Происшествие на турбазе / Cumpăna
- 1980 —  / Vacanţă tragică
- 1980 — Приключения рыжего Михаила / Mihail, cîine de circ
- 1980 — Следствие / Ancheta
- 1981 — Знак змеи / Semnul şarpelui
- 1981 — Шпагоглотатель / Înghiţitorul de săbii
- 1981 — Гордыня / Orgolii
- 1982 — У последней черты / La capătul liniei
- 1982 — Капкан для наёмников / Capcana mercenarilor — капитан Лука
- 1982 — Вильгельм Завоеватель / Guillaume le Conquérant
- 1983 —  / Amurgul fântânilor
- 1983 — Любовь и революция / Dragostea şi revoluţia
- 1983 — Опасный вираж / Viraj periculos
- 1984 — Хоря / Horea
- 1985 — Золотой поезд / Złoty pociąg — машинист Георге
- 1985 — День Д / Ziua-Z
- 1986 — За всё нужно платить / Totul se plăteşte
- 1986 — Мы, кто на передовой / Noi, cei din linia întâi — tatal lui Horia Lazar
- 1986 — Дорога свободы / Cale liberă
- 1986 —  / Anotimpul iubirii
- 1987 —  / Punct şi de la capăt
- 1988 —  / Cântec în zori
- 1988 —  / Flăcări pe comori
- 1991 —  / Drumul câinilor
- 1992 —  / Rămânerea
- 1992 —  / Capul de răţoi (ТВ)
- 1993 — Человек-робот / Mandroid — врач
- 1993 —  / Trahir — министр иностранных дел
- 1993 —  / Cel mai iubit dintre pământeni — inmate Grecul
- 1993 —  / Rosenemil - O tragică iubire
- 1993 — Сон острова / Somnul insulei
- 1994 —  / Le travail de furet — Le parrain (ТВ)
- 1995 — Бездельники со старого двора / Craii de Curtea-veche — Pasadia Magureanu
- 1996 —  / Semne în pustiu — мистер Якоб (к/м)
- 1996 — Дружественные записи / Scrisorile prietenului (ТВ)
- 2002 —  / Al matale, Caragiale (ТВ)
- 2007 —  / Ticăloşii
- 2007 — Молодость без молодости / Youth Without Youth — Давидоглу
- 2014 —  / Zi că-ţi place
- 2014 — Ана / Ana
- 2015 —  / Omulan! — Бог, озвучивание (к/м)